# Леса нагорий Ньюфаундленда
Леса́ наго́рий Ньюфа́ундленда (англ. Newfoundland Highland forests) — североамериканский экологический регион тайги, выделяемый Всемирным фондом дикой природы.

## Расположение
Расположение лесов нагорий Ньюфаундленда ограничивается плато и высокогорьями провинции Ньюфаундленд.